# Major League Soccer 2013
Major League Soccer 2013 byl 18. ročník soutěže Major League Soccer působící ve Spojených státech amerických a v Kanadě. Základní část vyhrál tým New York Red Bulls, playoff a celou MLS vyhrál podruhé tým Sporting Kansas City.

## Formát soutěže
- Základní část začala 2. března a skončila 27. října. Playoff začalo 30. října a vyvrcholilo utkáním MLS Cupu 7. prosince.
- Týmy v základní části odehrály 34 zápasů.
  - Týmy Západní konference hrály třikrát proti každému týmu ze své konference a jednou proti každému z Východní.
  - Týmy Východní konference hrály proti sedmi soupeřům z konference třikrát, se zbylými dvěma soupeři odehrály dvě utkání a jednou proti každému týmu ze Západní.
- Do playoff postoupilo pět týmů z každé konference. Čtvrtý tým s pátým se utkal v jednom utkání o postup do semifinále konference proti nejlepšímu týmu konference.

## Základní část

### Západní konference
| Poř. | Tým                    | Z  | V  | R  | P  | VG | OG | B  |
| ---- | ---------------------- | -- | -- | -- | -- | -- | -- | -- |
| 1.   | Portland Timbers       | 34 | 14 | 15 | 5  | 54 | 33 | 57 |
| 2.   | Real Salt Lake         | 34 | 16 | 8  | 10 | 57 | 41 | 56 |
| 3.   | Los Angeles Galaxy     | 34 | 15 | 8  | 11 | 53 | 38 | 53 |
| 4.   | Seattle Sounders FC    | 34 | 15 | 7  | 12 | 42 | 42 | 52 |
| 5.   | Colorado Rapids        | 34 | 14 | 9  | 11 | 45 | 38 | 51 |
| 6.   | San Jose Earthquakes   | 34 | 14 | 9  | 11 | 35 | 42 | 51 |
| 7.   | Vancouver Whitecaps FC | 34 | 13 | 9  | 12 | 53 | 45 | 48 |
| 8.   | FC Dallas              | 34 | 11 | 11 | 12 | 48 | 52 | 44 |
| 9.   | CD Chivas USA          | 34 | 6  | 8  | 20 | 30 | 67 | 26 |

|  | Postup do semifinále konference |
|  | Postup do 1. kola playoff       |

### Východní konference
| Poř. | Tým                    | Z  | V  | R  | P  | VG | OG | B  |
| ---- | ---------------------- | -- | -- | -- | -- | -- | -- | -- |
| 1.   | New York Red Bulls     | 34 | 17 | 8  | 9  | 58 | 41 | 59 |
| 2.   | Sporting Kansas City   | 34 | 17 | 7  | 10 | 47 | 30 | 58 |
| 3.   | New England Revolution | 34 | 14 | 9  | 11 | 49 | 38 | 51 |
| 4.   | Houston Dynamo         | 34 | 14 | 9  | 11 | 41 | 41 | 51 |
| 5.   | Montreal Impact        | 34 | 14 | 7  | 13 | 50 | 49 | 49 |
| 6.   | Chicago Fire           | 34 | 14 | 7  | 13 | 47 | 52 | 49 |
| 7.   | Philadelphia Union     | 34 | 12 | 10 | 12 | 42 | 44 | 46 |
| 8.   | Columbus Crew          | 34 | 12 | 5  | 17 | 42 | 46 | 41 |
| 9.   | Toronto FC             | 34 | 6  | 11 | 17 | 30 | 47 | 29 |
| 10.  | D.C. United            | 34 | 3  | 7  | 24 | 22 | 59 | 16 |

|  | Postup do semifinále konference |
|  | Postup do 1. kola playoff       |

### Celkové pořadí
Poznámka: Celkové pořadí nemá vliv na postup do playoff, ten se rozhoduje podle pořadí v konferencích. Celkové pořadí určuje vítěze MLS Supporters' Shieldu, případného hostujícího týmu MLS Cupu a postup do LM.
| Poř. | Tým                    | Z  | V  | R  | P  | VG | OG | B  |
| ---- | ---------------------- | -- | -- | -- | -- | -- | -- | -- |
| 1.   | New York Red Bulls (C) | 34 | 17 | 8  | 9  | 58 | 41 | 59 |
| 2.   | Sporting Kansas City   | 34 | 17 | 7  | 10 | 47 | 30 | 58 |
| 3.   | Portland Timbers       | 34 | 14 | 15 | 5  | 54 | 33 | 57 |
| 4.   | Real Salt Lake         | 34 | 16 | 8  | 10 | 57 | 41 | 56 |
| 5.   | Los Angeles Galaxy     | 34 | 15 | 8  | 11 | 53 | 38 | 53 |
| 6.   | Seattle Sounders FC    | 34 | 15 | 7  | 12 | 42 | 42 | 52 |
| 7.   | New England Revolution | 34 | 14 | 9  | 11 | 49 | 38 | 51 |
| 8.   | Colorado Rapids        | 34 | 14 | 9  | 11 | 45 | 38 | 51 |
| 9.   | Houston Dynamo         | 34 | 14 | 9  | 11 | 41 | 41 | 51 |
| 10.  | San Jose Earthquakes   | 34 | 14 | 9  | 11 | 35 | 42 | 51 |
| 11.  | Montreal Impact (CC)   | 34 | 14 | 7  | 13 | 50 | 49 | 49 |
| 12.  | Chicago Fire           | 34 | 14 | 7  | 13 | 47 | 52 | 49 |
| 13.  | Vancouver Whitecaps FC | 34 | 13 | 9  | 12 | 53 | 45 | 48 |
| 14.  | Philadelphia Union     | 34 | 12 | 10 | 12 | 42 | 44 | 46 |
| 15.  | FC Dallas              | 34 | 11 | 11 | 12 | 48 | 52 | 44 |
| 16.  | Columbus Crew          | 34 | 12 | 5  | 17 | 42 | 46 | 41 |
| 17.  | Toronto FC             | 34 | 6  | 11 | 17 | 30 | 47 | 29 |
| 18.  | CD Chivas USA          | 34 | 6  | 8  | 20 | 30 | 67 | 26 |
| 19.  | D.C. United (P)        | 34 | 3  | 7  | 24 | 22 | 59 | 16 |

Vysvětlivky: (C) – vítěz MLS Supporters' Shield, (P) – vítěz US Open Cup, (CC) – vítěz Canadian Championship
|  | Postup do Ligy mistrů CONCACAF 2014/15                               |
|  | Vítěz poháru – postup do Ligy mistrů CONCACAF 2014/15                |
|  | Vítěz Canadian Championship – postup do Ligy mistrů CONCACAF 2013/14 |

## Playoff
Poznámka: U semifinále a finále konferencí uváděno celkové skóre po dvou zápasech.
|  | 1. kolo | 1. kolo             | 1. kolo              |                     |   | Semifinále konference | Semifinále konference | Semifinále konference |  |    | Finále konference | Finále konference | Finále konference |       |  | MLS Cup | MLS Cup | MLS Cup |
|  |         |                     |                      |                     |   |                       |                       |                       |  |    |                   |                   |                   |       |  |         |         |         |
|  |         |                     |                      |                     |   |                       |                       |                       |  |    |                   |                   |                   |       |  |         |         |         |
|  |         | W1                  | Portland Timbers     | 5                   |   |                       |                       |                       |  |    |                   |                   |                   |       |  |         |         |         |
|  |         |                     |                      | 5                   |   |                       |                       |                       |  |    |                   |                   |                   |       |  |         |         |         |
|  |         |                     | W4                   | Seattle Sounders FC | 3 |                       |                       |                       |  |    |                   |                   |                   |       |  |         |         |         |
|  | W4      | Seattle Sounders FC | W4                   | Seattle Sounders FC | 3 | 2                     |                       |                       |  |    |                   |                   |                   |       |  |         |         |         |
|  | W4      | Seattle Sounders FC |                      |                     |   | 2                     |                       |                       |  |    |                   |                   |                   |       |  |         |         |         |
|  | W5      | Colorado Rapids     | 0                    |                     |   |                       |                       |                       |  |    |                   |                   |                   |       |  |         |         |         |
|  | W5      | Colorado Rapids     | 0                    |                     |   |                       |                       |                       |  | W1 | Portland Timbers  | 2                 |                   |       |  |         |         |         |
|  |         |                     |                      |                     |   |                       |                       |                       |  | W1 | Portland Timbers  | 2                 |                   |       |  |         |         |         |
|  |         | W2                  | Real Salt Lake       | 5                   |   |                       |                       |                       |  |    |                   |                   |                   |       |  |         |         |         |
|  |         | W2                  | Real Salt Lake       | 5                   |   |                       |                       |                       |  |    |                   |                   |                   |       |  |         |         |         |
|  |         |                     |                      |                     |   |                       |                       |                       |  |    |                   |                   |                   |       |  |         |         |         |
|  |         |                     |                      |                     |   |                       |                       |                       |  |    |                   |                   |                   |       |  |         |         |         |
|  |         | W2                  | Real Salt Lake       | 2                   |   |                       |                       |                       |  |    |                   |                   |                   |       |  |         |         |         |
|  |         |                     |                      | 2                   |   |                       |                       |                       |  |    |                   |                   |                   |       |  |         |         |         |
|  |         |                     | W3                   | Los Angeles Galaxy  | 1 |                       |                       |                       |  |    |                   |                   |                   |       |  |         |         |         |
|  |         |                     | W3                   | Los Angeles Galaxy  | 1 |                       |                       |                       |  |    |                   |                   |                   |       |  |         |         |         |
|  |         |                     |                      |                     |   |                       |                       |                       |  |    |                   |                   |                   |       |  |         |         |         |
|  |         |                     |                      |                     |   |                       |                       |                       |  |    |                   |                   |                   |       |  |         |         |         |
|  |         |                     |                      |                     |   |                       |                       |                       |  |    |                   | W2                | Real Salt Lake    | 1 (6) |  |         |         |         |
|  |         |                     |                      |                     |   |                       |                       |                       |  |    |                   |                   |                   |       |  |         |         |         |
|  |         | E2                  | Sporting Kansas City | 1 (7)               |   |                       |                       |                       |  |    |                   |                   |                   |       |  |         |         |         |
|  |         | E2                  | Sporting Kansas City | 1 (7)               |   |                       |                       |                       |  |    |                   |                   |                   |       |  |         |         |         |
|  |         |                     |                      |                     |   |                       |                       |                       |  |    |                   |                   |                   |       |  |         |         |         |
|  |         |                     |                      |                     |   |                       |                       |                       |  |    |                   |                   |                   |       |  |         |         |         |
|  |         | E1                  | New York Red Bulls   | 3                   |   |                       |                       |                       |  |    |                   |                   |                   |       |  |         |         |         |
|  |         |                     |                      | 3                   |   |                       |                       |                       |  |    |                   |                   |                   |       |  |         |         |         |
|  |         |                     | E4                   | Houston Dynamo      | 4 |                       |                       |                       |  |    |                   |                   |                   |       |  |         |         |         |
|  | E4      | Houston Dynamo      | E4                   | Houston Dynamo      | 4 | 3                     |                       |                       |  |    |                   |                   |                   |       |  |         |         |         |
|  | E4      | Houston Dynamo      |                      |                     |   | 3                     |                       |                       |  |    |                   |                   |                   |       |  |         |         |         |
|  | E5      | Montreal Impact     | 0                    |                     |   |                       |                       |                       |  |    |                   |                   |                   |       |  |         |         |         |
|  | E5      | Montreal Impact     | 0                    |                     |   |                       |                       |                       |  | E4 | Houston Dynamo    | 1                 |                   |       |  |         |         |         |
|  |         |                     |                      |                     |   |                       |                       |                       |  | E4 | Houston Dynamo    | 1                 |                   |       |  |         |         |         |
|  |         | E2                  | Sporting Kansas City | 2                   |   |                       |                       |                       |  |    |                   |                   |                   |       |  |         |         |         |
|  |         | E2                  | Sporting Kansas City | 2                   |   |                       |                       |                       |  |    |                   |                   |                   |       |  |         |         |         |
|  |         |                     |                      |                     |   |                       |                       |                       |  |    |                   |                   |                   |       |  |         |         |         |
|  |         |                     |                      |                     |   |                       |                       |                       |  |    |                   |                   |                   |       |  |         |         |         |
|  |         | E2                  | Sporting Kansas City | 4                   |   |                       |                       |                       |  |    |                   |                   |                   |       |  |         |         |         |
|  |         |                     |                      | 4                   |   |                       |                       |                       |  |    |                   |                   |                   |       |  |         |         |         |
|  |         |                     | E3                   | New England Rev.    | 3 |                       |                       |                       |  |    |                   |                   |                   |       |  |         |         |         |
|  |         |                     | E3                   | New England Rev.    | 3 |                       |                       |                       |  |    |                   |                   |                   |       |  |         |         |         |
|  |         |                     |                      |                     |   |                       |                       |                       |  |    |                   |                   |                   |       |  |         |         |         |

### Finále
| 7. prosince 2013 15:00 (UTC-6) |       |                    |                                                                             |
| Sporting Kansas City           | 1 : 1 | Real Salt Lake     | Sporting Park, Kansas City, Kansas diváci: 21 650 rozhodčí: Hilario Grajeda |
| Aurélien Collin 76.'           |       | 52' Álvaro Saborío | Sporting Park, Kansas City, Kansas diváci: 21 650 rozhodčí: Hilario Grajeda |

| |     | Penaltový rozstřel |  |
| Claudio Bieler Paulo Nagamura Matt Besler Benny Feilhaber Graham Zusi Seth Sinovic C. J. Sapong Lawrence Olum Chance Myers Aurélien Collin | 7:6 | Álvaro Saborío Ned Grabavoy Kyle Beckerman Joao Plata Javier Morales Chris Schuler Tony Beltran Sebastián Velásquez Nat Borchers Lovel Palmer |  |

| Sporting Kansas City | Real Salt Lake |

| GK           | 1  | Jimmy Nielsen (C) |      |     |
| RB           | 7  | Chance Myers      |      |     |
| CB           | 78 | Aurélien Collin   | 35'  |     |
| CB           | 5  | Matt Besler       |      |     |
| LB           | 15 | Seth Sinovic      |      |     |
| RM           | 6  | Paulo Nagamura    |      |     |
| CM           | 20 | Oriol Rosell      |      | 8'  |
| LM           | 10 | Benny Feilhaber   | 103' |     |
| RW           | 8  | Graham Zusi       |      |     |
| CF           | 14 | Dom Dwyer         |      | 72' |
| LW           | 17 | C. J. Sapong      |      |     |
| Náhradníci:  |    |                   |      |     |
| GK           | 18 | Eric Kronberg     |      |     |
| MF           | 37 | Jacob Peterson    |      |     |
| DF           | 23 | Federico Bessone  |      |     |
| FW           | 16 | Claudio Bieler    |      | 72' |
| DF           | 3  | Ike Opara         |      |     |
| FW           | 9  | Teal Bunbury      |      |     |
| DF           | 13 | Lawrence Olum     |      | 8'  |
| Trenér:      |    |                   |      |     |
| Peter Vermes |    |                   |      |     |

| GK          | 18 | Nick Rimando        |      |      |
| RB          | 2  | Tony Beltran        |      |      |
| CB          | 6  | Nat Borchers        |      |      |
| CB          | 28 | Chris Schuler       |      |      |
| LB          | 17 | Chris Wingert       | 24'  | 72'  |
| DM          | 5  | Kyle Beckerman (C)  | 100' |      |
| RM          | 21 | Luis Gil            |      | 87'  |
| LM          | 20 | Ned Grabavoy        |      |      |
| AM          | 11 | Javier Morales      |      |      |
| ST          | 15 | Álvaro Saborío      | 44'  |      |
| ST          | 10 | Robbie Findley      |      | 112' |
| Náhradníci: |    |                     |      |      |
| DF          | 7  | Lovel Palmer        |      | 72'  |
| DF          | 44 | Brandon McDonald    |      |      |
| GK          | 24 | Jeff Attinella      |      |      |
| MF          | 12 | Cole Grossman       |      |      |
| FW          | 8  | Joao Plata          |      | 112' |
| MF          | 26 | Sebastián Velásquez |      | 87'  |
| FW          | 13 | Olmes García        |      |      |
| Trenér:     |    |                     |      |      |
| Jason Kreis |    |                     |      |      |

#### Vítěz
| Major League Soccer 2013 Sporting Kansas City 2. titul B: Kempin, Kronberg, Nielsen O: Besler, Bessone, Collin, Ellis, Gardner, Jérôme, Miller, Myers, Olum, Opara, Palmer-Brown, Ruiz, Sinovic Z: Duke, Feilhaber, Joseph, Lopez, Medranda, Nagamura, Peterson, Rosell, Zusi Ú: Bieler, Bunbury, Dwyer, Saad, Sapong Trenér: Peter Vermes |

## Ocenění

### Nejlepší hráči
- Nejlepší hráč:  Mike Magee (Chicago Fire)
- MLS Golden Boot:  Camilo Sanvezzo (Vancouver Whitecaps FC)
- Obránce roku:  José Gonçalves (New England Revolution)
- Brankář roku:  Donovan Ricketts (Portland Timbers)
- Nováček roku:  Dillon Powers (Colorado Rapids)
- Nejlepší nově příchozí hráč roku:  Diego Valeri (Portland Timbers)
- Trenér roku:  Caleb Porter (Portland Timbers)
- Comeback roku:  Kevin Alston (New England Revolution)
- Gól roku:  Camilo Sanvezzo (Vancouver Whitecaps FC)
- Zákrok roku:  Nick Rimando (Real Salt Lake)
- Cena Fair Play:  Darlington Nagbe (Portland Timbers)
- Humanista roku:  Matt Reis (New England Revolution)

#### MLS Best XI 2013
| Brankář                             | Obránci | Záložníci | Útočníci                                                                                    |
| ----------------------------------- | --- | --- | ------------------------------------------------------------------------------------------- |
| Donovan Ricketts (Portland Timbers) | Matt Besler (Sporting Kansas City) José Gonçalves (New England Revolution) Omar Gonzalez (Los Angeles Galaxy) | Tim Cahill (New York Red Bulls) Will Johnson (Portland Timbers) Diego Valeri (Portland Timbers) Graham Zusi (Sporting Kansas City) | Marco Di Vaio (Montreal Impact) Robbie Keane (Los Angeles Galaxy) Mike Magee (Chicago Fire) |